# Баба (притока Великого Бурлука)
Ба́ба — річка в Україні, в межах Шевченківської селищної громади Куп'янського району Харківської області. Ліва притока Великого Бурлука (басейн Сіверського Дінця).

## Опис
Річка Баба — довжина 13,5 км, площа басейну 52 км². Баба від витоку до гирла тече з південного сходу на північний захід.
В історичних документах річка згадується в 1780 році. Назва річки походить від назви кургану «Баба», який розміщений в селищі Шевченкове Шевченківського району, заввишки 6 м. Тут стояла кам'яна баба, встановлена кочовими племенами.
В басейні річки Баби збудовано 18 ставків площею 46 га. Природних лісів немає. У балці Красний Яр насаджений ґрунтозахисний Кашинський ліс на площі 40,9 га.
Долина річки починається від злиття трьох балок на східній околиці села Троїцьке та має назву Бабина. Вона розширюється, поглиблюється між селами Мостове і Петрівка, виходить у долину Великого Бурлука. Ширина долини в селі Троїцьке 900 м, в селі Зорянське — 1200 м. Глибина долини змінюється від 25 м до 40-45 м. Схили долини асиметричні, правий схил крутіший, ніж лівий. У долині збудовано 7 ставків загальною площею 30 га, із них найбільший  — Беньківський — площею 14,7 га розташований у селі Зорянське. В долину річки входять 11 балок. Найбільша балка — Красний Яр, довжина 8 км, ширина до 900 м.
Заплава річки двостороння, рівна, лучна, місцями заболочена. Тут ростуть очерет, рогоза, куга, верби та лози. В нижній течії заплава лучна. Річище Баби звивисте, заросло водолюбивими рослинами, ширина 1—7 м, глибина 20—100 см. Ширина річища в гирлі 5 м, глибина 60 см. Вода річки Баби використовується для господарських потреб населення.

## Розташування
Баба бере початок у селі Троїцьке. Тече між селами Мостове та Петрівку впадає у річку Великий Бурлук, ліву притоку Сіверського Дінця.
Населені пункти вздовж берегової смуги: Раївка,  Зорянське.

## Притоки
Балка Гусарська - права притока, бере початок на півночі від села Троїцьке, тече переважно на північний захід через село Сазонівка і впадає у Бабу на північно-західній околиці села Верхньоозерянське.